# Королевские гонки Ру Пола (13 сезон)
Премьера тринадцатого сезона шоу «Королевские гонки Ру Пола» состоялась 1 января 2021 года на телеканале VH1 в Соединённых Штатах. В конкурсе участвуют 13 новых королев, и вновь они соревнуются за звание «следующей дрэг-суперзвезды Америки».

## О сезоне
О том, что VH1 продлил «Гонки» и его спин-офф «Все звёзды» на тринадцатый и шестой сезоны соответственно стало известно 20 августа 2020 года. Кастинг на тринадцатый сезон был открыт в декабре 2019 года.
Сезон был снят в августе 2020 года во время пандемии COVID-19 с соответствующими мерами предосторожности, включая ежедневное тестирование тринадцати участников. Кроме того, все конкурсанты, судьи и съёмочная группа были изолированы и помещены в карантин во время съёмок.
После того, как первый тизер-трейлер сезона был случайно слит в сеть за день до этого, каст был официально объявлен победителем двенадцатого сезона Джейдой Эссенс Холл 9 декабря 2020 года. Из тизера также стало известно, что в премьерном эпизоде будет целых шесть-липсинк баттлов, а также о новых интерьерах судейской панели и веркрума. Также впервые в истории «Гонок» будет участвовать трансгендерный мужчина.
Помимо эфира на VH1, премьерный эпизод также транслировался одновременно на 5 других каналах: Logo, MTV, MTV2, Pop и The CW, что сделало его самым просматриваемым в истории франшизы.

## Список участников
| Королева          | Возраст | Откуда                   | Результат |
| ----------------- | ------- | ------------------------ | --------- |
| Симон             | 25      | Лос-Анджелес, Калифорния | 1 место   |
| Кэнди Мьюс        | 25      | Нью-Йорк, Нью-Йорк       | 2 место   |
| Готтмик           | 23      | Лос-Анджелес, Калифорния | 3/4 место |
| Розе              | 31      | Нью-Йорк, Нью-Йорк       | 3/4 место |
| Оливия Лакс       | 26      | Нью-Йорк, Нью-Йорк       | 5 место   |
| Ютика Квин        | 25      | Ютика, Миннесота         | 6 место   |
| Тина Бёрнер       | 39      | Нью-Йорк, Нью-Йорк       | 7 место   |
| Денали            | 28      | Чикаго, Иллинойс         | 8 место   |
| Эллиотт с двумя Т | 26      | Лас-Вегас, Невада        | 9 место   |
| ЛаЛа Ри           | 30      | Атланта, Джорджия        | 10 место  |
| Тамиша Иман       | 49      | Атланта, Джорджия        | 11 место  |
| Джои Джей         | 30      | Финикс, Аризона          | 12 место  |
| Камора Холл       | 28      | Чикаго, Иллинойс         | 13 место  |

Имена, возраст и город указаны на момент съёмок.

## Судьи
Постоянные судьи
- Ру Пол
- Мишель Визаж
- Карсон Крессли
- Росс Мэттьюс

Приглашённые судьи
- Джамал Симс (эпизоды 2 и 8)
- Николь Байер (эпизоды 3 и 5)
- Лани Лав (эпизоды 4, 6, 10 и 12)
- ТС Мэдисон (эпизоды 7 и 9)
- Синтия Эриво (эпизод 13)

Специальный гости
- Джеффри Бойер-Чепмен (эпизод 4)
- Стюарт Виверс (эпизод 5)
- Мигель Зарате (эпизод 6)
- Энн Хэтэуэй (эпизод 8)
- Виктория «Поркчоп» Паркер (эпизод 9)
- Рейвен (эпизод 9)
- Чер Марголис (эпизод 10)
- Джейда Эссенс Холл (эпизоды 11 и 16)
- Норвина (эпизод 12)
- Валентина (эпизод 12)
- Хайди Н. Клозет (эпизоды 12 и 16)
- Нина Уэст (эпизод 12)
- Скарлетт Йоханссон (эпизод 13)
- Колин Джост (эпизод 13)
- Джамал Симс (эпизод 14)
- Кори Букер (эпизод 16)

## Список эпизодов
| № общий | № в сезоне | Название             | Дата премьеры  |
| --- | ---------- | -------------------- | -------------- |
| 160 | 1          | «The Pork Chop»      | 1 января 2021  |
| - Главное испытание: Липсинк за свою жизнь - Песни липсинка: - «Call Me Maybe» (Carly Rae Jepsen) - «When I Grow Up» (The Pussycat Dolls) - «The Pleasure Principle» (Janet Jackson) - «Rumors» (Lindsay Lohan) - «Ex’s & Oh’s» (Elle King) - «Lady Marmalade» (Christina Aguilera, Lil’ Kim, Mýa, P!nk) - Победившие в липсинках: Кэнди Мьюс, ЛаЛа Ри, Симон, Готтмик, Оливия Лакс и Тина Бёрнер - Проигравшие в липсинках: Джои Джей, Денали, Тамиша Иман, Ютика Квин, Розе, Эллиотт и Камора Холл - Исключена: Никто |            |                      |                |
| 161 | 2          | «Condragulations»    | 8 января 2021  |
| - Приглашённый судья: Джамал Симс - Мини-испытание: Представить два лука на подиуме: «Day Time Drama Mama» и «Night Time is the Right Time» - Главное испытание: Написать собственный куплет к песне Ру Пола «Condragulations» - Тема подиума: Lamé You Stay - Двойка лучших: Оливия Лакс и Симон - Песня липсинка: «Break My Heart» (Dua Lipa) - Победитель испытания: Симон - Приз главного испытания: Чек на $5 000 - Исключена: Никто                                                                               |            |                      |                |
| 162 | 3          | «Phenomenon»         | 15 января 2021 |
| - Приглашённый судья: Николь Байер - Мини-испытания: Представить два лука на подиуме: «Lady» и «Vamp» - Главное испытание: Написать собственный куплет к песне Ру Пола «Phenomenon» - Тема подиума: We’re Here, We’re Sheer, Get Used to It - Двойка лучших: Денали и Розе - Песня липсинка: «If U Seek Amy» (Britney Spears) - Победитель испытания: Денали - Приз главного испытания: Чек на $5 000 - Исключена: Никто                                                                                                |            |                      |                |
| 163 | 4          | «RuPaulmark Channel» | 22 января 2021 |
| - Приглашённый судья: Лони Лав - Главное испытание: Сыграть в пародийных праздничных фильмах кинокомпании «Руполмарк» - Тема подиума: Trains For Days - Двойка худших: Денали и Камора Холл - Песня липсинка: «100% Pure Love» (Crystal Waters) - Победитель испытания: Симон - Приз главного испытания: Чек на $5 000 - Исключена: Камора Холл |            |                      |                |
| 164 | 5          | «The Bag Ball»       | 29 января 2021 |
| - Приглашённый судья: Николь Байер - Мини-испытания: Быстрый дрэг - Победитель мини-испытания: ЛаЛа Ри - Приз мини-испытания: Сертификат на $2 500 от компании FierceQueen.com - Главное испытание: Бал Сумок - Тема подиума: Mixed Bag, Money Bags and Bag Ball Eleganza - Победитель испытания: Готтмик - Двойка худших: Джои Джей и ЛаЛа Ри - Песня липсинка: «Fancy» (Iggy Azalea featuring Charli XCX) - Приз главного испытания: Чек на $5 000 - Исключена: Джои Джей                                             |            |                      |                |
| 165 | 6          | «Disco-mentary»      | 5 февраля 2021 |
| - Мини-испытание: Сделать платье из обоев - Победители мини-испытания: Эллиотт и Тамиша Иман - Приз мини-испытания: Сертификат на $2 500 от Spoonflower - Главное испытание: Диско-ментальное кино - Тема подиума: Маленькое чёрное платье - Победитель испытания: Оливия Лакс - Приз главного испытания: Чек на $5 000 - Двойка худших: Кэнди Мьюз и Тамиша Иман - Песня липсинка: «Hit 'Em Up Style (Oops!)» (Blu Cantrell) - Исключена: Tamisha Iman                                                                 |            |                      |                |

## Рейтинги
| № | Название             | Дата показа      | Рейтинг (18—49) | Зрителей (миллионов) |
| - | -------------------- | ---------------- | --------------- | -------------------- |
| 1 | «The Pork Chop»      | 1 января 2021    | 0.74            | 1.315                |
| 2 | «Condragulations»    | 8 января 2021    | 0.26            | 0.634                |
| 3 | «Phenomenon»         | 15 января 2021   | 0.25            | 0.611                |
| 4 | «RuPaulmark Channel» | January 22, 2021 | 0.23            | 0.594                |
| 5 | «The Bag Ball»       | January 29, 2021 | 0.22            | 0.609                |